# Presidente de la Junta de Extremadura
El presidente de la Junta de Extremadura es la persona que ostenta la suprema representación de Extremadura y la ordinaria del Estado en ese territorio. Además, preside y dirige la actividad de la Junta de Extremadura, y designa, separa y cesa a los consejeros.
Es una de las instituciones propias que integran la comunidad autónoma, junto con la Asamblea de Extremadura y la Junta de Extremadura. Es elegido por la Asamblea de Extremadura de entre sus miembros y es nombrado por el rey de España.
Sus funciones se establecen en el Título II, Capítulo II, del Estatuto de Autonomía de Extremadura, en los artículos 20 al 30.
A lo largo de la historia de la comunidad, desde su creación tras la aprobación de su Estatuto de Autonomía en 1983, ha habido siete presidentes.
Desde julio de 2023 la titular del cargo es María Guardiola Martín, del Partido Popular de Extremadura.

## Elección
El presidente de la Junta de Extremadura es elegido de entre los miembros de la Asamblea de Extremadura. Tras la celebración de elecciones y pasados quince días desde la constitución de la Asamblea, el presidente de la cámara, consultados los grupos parlamentarios, propondrá un candidato a la presidencia de entre los que le sean presentados, al menos, por la cuarta parte de los miembros de la Asamblea. El candidato propuesto, dentro de los quince días siguientes a su designación, presentará su programa de gobierno al Pleno del parlamento extremeño. Tras el debate del mismo, se procederá a la votación de investidura, en la que el candidato deberá obtener la mayoría absoluta para ser proclamado presidente (fijada en 33 parlamentarios de un total de 65).
En el caso de no obtener tal mayoría en la primera votación, el candidato puede obtener la confianza por mayoría simple en una segunda votación, que se realizaría cuarenta y ocho horas después de la primera. El procedimiento podrá repetirse, con los mismos o diferentes candidatos, cuantas veces lo considere oportuno el presidente de la Asamblea. Si pasados dos meses a partir de la primera votación, no ha sido elegido ningún candidato, la Asamblea quedará disuelta y el presidente de la comunidad autónoma en funciones procederá a convocar nuevas elecciones. Este mismo procedimiento regirá en el caso de que la Presidencia quede vacante por cualquier otra causa.
El candidato proclamado por la Asamblea de Extremadura será nombrado Presidente de la Junta de Extremadura por el rey de España, y jurará o prometerá su cargo como toma de  posesión del mismo. 

## Cuestión de confianza y moción de censura

### Cuestión de confianza
El presidente, previa deliberación de la Junta de Extremadura y siempre que no esté en trámite una moción de censura, puede plantear a la Asamblea de Extremadura una cuestión de confianza sobre una declaración política general en el marco de las competencias de la comunidad autónoma. La confianza se entenderá otorgada cuando vote a favor de la misma la mayoría simple de los miembros de la cámara.
En el caso de que la Asamblea niegue su confianza al presidente, éste presentará su dimisión ante el parlamento, cuyo presidente convocará, en el plazo máximo de quince días, sesión plenaria para la elección de nuevo presidente, de acuerdo con el procedimiento de investidura
previsto.

### Moción de censura
La Asamblea de Extremadura puede exigir la responsabilidad política del presidente de la
Junta de Extremadura mediante la presentación de una moción de censura, que habrá de ser propuesta, al menos, por un quince por ciento de los miembros de la cámara e incluir un candidato a presidente, que presentará su programa alternativo. La moción no puede ser votada hasta haber transcurrido cinco días desde su presentación, pudiendo presentarse mociones alternativas en los primeros dos días de dicho plazo.
La moción de censura debe ser aprobada por mayoría absoluta de la Asamblea, que de prosperar obligaría al cese automático del presidente y el candidato propuesto se entenderá investido de la confianza parlamentaria, dando cuenta al Rey para su nombramiento como nuevo presidente de la Junta de Extremadura.
En el transcurso de una legislatura, si un grupo de diputados propone una moción de censura, y ésta es rechazada, no podrán presentar otra hasta haber transcurrido un año desde la anterior.

## Funciones
Las atribuciones del presidente de la Junta de Extremadura que le confiere la Constitución española y el Estatuto de Autonomía de Extremadura, se establecen de la siguiente manera: 
Como supremo representante de la comunidad autónoma:
- Ejercer la representación de Extremadura en sus relaciones con las instituciones del Estado español, con otras comunidades autónomas y con las demás administraciones públicas, así como en el ámbito internacional cuando sea necesario.
- Suscribir convenios de colaboración con el Estado y acuerdos de cooperación con otras comunidades autónomas, sin perjuicio de su delegación en otras autoridades.
- Convocar elecciones a la Asamblea de Extremadura, la sesión constitutiva de ésta y, en su caso, la disolución de la misma.

Como representante ordinario del Estado español en la región:
- Promulgar, en nombre del Rey, las leyes aprobadas por la Asamblea de Extremadura y demás normas con rango de ley, ordenando su publicación en el Diario Oficial de Extremadura y, en su caso, en el Boletín Oficial del Estado.
- Ordenar la publicación en el Diario Oficial de Extremadura de los nombramientos del delegado del Gobierno y demás altas autoridades estatales en Extremadura.
- Asegurar en el ámbito de la comunidad autónoma el respeto al orden constitucional y al resto del ordenamiento jurídico, adoptando las medidas que fuesen necesarias en el marco de las competencias que le son propias.

Como presidente de la Junta de Extremadura:
- Establecer, de acuerdo con su programa político, las directrices generales de la acción de gobierno e impulsar, dirigir y coordinar la acción del mismo.
- Dictar decretos para la creación o extinción de vicepresidencias y Consejerías, para la modificación de las existentes, dando cuenta a la Asamblea, así como resolver conflictos de atribuciones entre los miembros de la Junta de Extremadura.
- Convocar las reuniones de la Junta de Extremadura, fijar el orden del día, presidir, levantar o suspender sus sesiones, dirigir las deliberaciones y velar por el cumplimiento de las decisiones adoptadas.
- Firmar los decretos y acuerdos adoptados por la Junta de Extremadura y ordenar su publicación oficial.
- Ejercer las acciones que correspondan en vía jurisdiccional, dando cuenta a la Junta de Extremadura.
- Remitir a la Asamblea la información que esta requiera del Gobierno o administración autonómicos.

## Listado de presidentes
| N.º                                                           | Nombre                                                        | Localidad de nacimiento                                       | Imagen                                                        | Imagen                                                        | Imagen                                                        | Legislatura                                                   |                                                               |                                                               |                                                               | Líder de la oposición                                         | Líder de la oposición                                         | Líder de la oposición                                         |
| N.º                                                           | Nombre                                                        | Localidad de nacimiento                                       | Imagen                                                        | Imagen                                                        | Imagen                                                        | Legislatura                                                   | Toma de posesión                                              | Cese                                                          |                                                               | Líder de la oposición                                         | Líder de la oposición                                         | Líder de la oposición                                         |
| Lista de presidentes de la Junta Preautonómica de Extremadura | Lista de presidentes de la Junta Preautonómica de Extremadura | Lista de presidentes de la Junta Preautonómica de Extremadura | Lista de presidentes de la Junta Preautonómica de Extremadura | Lista de presidentes de la Junta Preautonómica de Extremadura | Lista de presidentes de la Junta Preautonómica de Extremadura | Lista de presidentes de la Junta Preautonómica de Extremadura | Lista de presidentes de la Junta Preautonómica de Extremadura | Lista de presidentes de la Junta Preautonómica de Extremadura | Lista de presidentes de la Junta Preautonómica de Extremadura | Lista de presidentes de la Junta Preautonómica de Extremadura | Lista de presidentes de la Junta Preautonómica de Extremadura | Lista de presidentes de la Junta Preautonómica de Extremadura |
| ------------------------------------------------------------- | ------------------------------------------------------------- | ------------------------------------------------------------- | ------------------------------------------------------------- | ------------------------------------------------------------- | ------------------------------------------------------------- | ------------------------------------------------------------- | ------------------------------------------------------------- | ------------------------------------------------------------- | ------------------------------------------------------------- | ------------------------------------------------------------- | ------------------------------------------------------------- | ------------------------------------------------------------- |
| -                                                             | Luis Ramallo                                                  | Badajoz Provincia de Badajoz                                  |                                                               |                                                               |                                                               | Preautonómica                                                 | 9 de septiembre de 1978                                       | 22 de diciembre de 1980                                       |                                                               |                                                               |                                                               |                                                               |
| -                                                             | Manuel Bermejo                                                | Plasencia Provincia de Cáceres                                |                                                               | 22 de diciembre de 1980                                       | 20 de diciembre de 1982                                       | Preautonómica                                                 |                                                               |                                                               |                                                               |                                                               |                                                               |                                                               |
| -                                                             | Juan Carlos Rodríguez Ibarra                                  | Mérida Provincia de Badajoz                                   |                                                               |                                                               |                                                               | Preautonómica                                                 | 20 de diciembre de 1982                                       | 13 de junio de 1983                                           |                                                               |                                                               |                                                               |                                                               |
| Lista de presidentes de la Junta de Extremadura               |                                                               |                                                               |                                                               |                                                               |                                                               |                                                               |                                                               |                                                               |                                                               |                                                               |                                                               |                                                               |
| 1                                                             | Juan Carlos Rodríguez Ibarra                                  | Mérida Provincia de Badajoz                                   |                                                               |                                                               |                                                               | I                                                             | 13 de junio de 1983                                           | 29 de junio de 2007                                           |                                                               | Adolfo Díaz-Ambrona Bardají                                   |                                                               |                                                               |
| 1                                                             | Juan Carlos Rodríguez Ibarra                                  | Mérida Provincia de Badajoz                                   | II                                                            |                                                               |                                                               |                                                               | 13 de junio de 1983                                           | 29 de junio de 2007                                           |                                                               | Adolfo Díaz-Ambrona Bardají                                   |                                                               |                                                               |
| 1                                                             | Juan Carlos Rodríguez Ibarra                                  | Mérida Provincia de Badajoz                                   | III                                                           | Juan Vicente Sánchez                                          |                                                               |                                                               | 13 de junio de 1983                                           | 29 de junio de 2007                                           |                                                               |                                                               |                                                               |                                                               |
| 1                                                             | Juan Carlos Rodríguez Ibarra                                  | Mérida Provincia de Badajoz                                   | IV                                                            | Juan Ignacio Barrero                                          |                                                               |                                                               | 13 de junio de 1983                                           | 29 de junio de 2007                                           |                                                               |                                                               |                                                               |                                                               |
| 1                                                             | Juan Carlos Rodríguez Ibarra                                  | Mérida Provincia de Badajoz                                   | V                                                             | Juan Ignacio Barrero                                          |                                                               |                                                               | 13 de junio de 1983                                           | 29 de junio de 2007                                           |                                                               |                                                               |                                                               |                                                               |
| 1                                                             | Juan Carlos Rodríguez Ibarra                                  | Mérida Provincia de Badajoz                                   | Carlos Floriano                                               |                                                               |                                                               |                                                               | 13 de junio de 1983                                           | 29 de junio de 2007                                           |                                                               |                                                               |                                                               |                                                               |
| 1                                                             | Juan Carlos Rodríguez Ibarra                                  | Mérida Provincia de Badajoz                                   | VI                                                            |                                                               |                                                               |                                                               | 13 de junio de 1983                                           | 29 de junio de 2007                                           |                                                               |                                                               |                                                               |                                                               |
| 2                                                             | Guillermo Fernández Vara                                      | Olivenza Provincia de Badajoz                                 |                                                               | VII                                                           | 29 de junio de 2007                                           | 8 de julio de 2011                                            |                                                               |                                                               |                                                               |                                                               |                                                               |                                                               |
| 2                                                             | Guillermo Fernández Vara                                      | Olivenza Provincia de Badajoz                                 | José Antonio Monago                                           | VII                                                           | 29 de junio de 2007                                           | 8 de julio de 2011                                            |                                                               |                                                               |                                                               |                                                               |                                                               |                                                               |
| 3                                                             | José Antonio Monago                                           | Quintana de la Serena Provincia de Badajoz                    |                                                               |                                                               |                                                               | VIII                                                          | 8 de julio de 2011                                            | 4 de julio de 2015                                            | Guillermo Fernández Vara                                      |                                                               |                                                               |                                                               |
| 4                                                             | Guillermo Fernández Vara                                      | Olivenza Provincia de Badajoz                                 |                                                               |                                                               |                                                               | IX                                                            | 4 de julio de 2015                                            | 17 de julio de 2023                                           | José Antonio Monago                                           |                                                               |                                                               |                                                               |
| 4                                                             | Guillermo Fernández Vara                                      | Olivenza Provincia de Badajoz                                 | X                                                             |                                                               |                                                               |                                                               | 4 de julio de 2015                                            | 17 de julio de 2023                                           | José Antonio Monago                                           |                                                               |                                                               |                                                               |
| 4                                                             | Guillermo Fernández Vara                                      | Olivenza Provincia de Badajoz                                 | María Guardiola                                               |                                                               |                                                               |                                                               | 4 de julio de 2015                                            | 17 de julio de 2023                                           |                                                               |                                                               |                                                               |                                                               |
| 5                                                             | María Guardiola                                               | Cáceres Provincia de Cáceres                                  |                                                               |                                                               |                                                               | XI                                                            | 17 de julio de 2023                                           | En el cargo                                                   | Guillermo Fernández Vara                                      |                                                               |                                                               |                                                               |
| 5                                                             | María Guardiola                                               | Cáceres Provincia de Cáceres                                  | Miguel Ángel Gallardo                                         |                                                               |                                                               | XI                                                            | 17 de julio de 2023                                           | En el cargo                                                   |                                                               |                                                               |                                                               |                                                               |

## Estructura orgánica de la Presidencia de la Junta
- Presidenta: María Guardiola.
  - Gabinete de la Presidencia:
  - Dirección General de Comunicación y Relaciones Informativas: Juan Manuel Merchán.
  - Secretaría General de Igualdad y Conciliación (rango de Consejería): María del Ara Sánchez Vera
    - Instituto de la Mujer de Extremadura: Beatriz Arjona Rovira

  - Portavocía de la Junta: Victoria Bazaga.